# Супутник кіноглядача
Супутник кіноглядача (рос. Спутник кинозрителя) — щомісячний ілюстрований журнал про кіно, що виходив в СРСР, а потім — Росії, з 1965 по 1993 рік. Розповідав про вітчизняні та іноземні новинки кіно, біографії акторів і актрис.

## Редактори
- Б. Міронов (1965—1966)
- В. Павлова (1967)
- А. Мамілов (1967—1969)

- Н. Целіковська (1979)

- Н. Амашукелі (1981)

- В.В. Желтова (відповідальна за випуск), Н.В. Кочеткова, Н.В. Блінова (1984)
- В.В. Желтова (відповідальна за випуск), Н.В. Нечаєва, Н.В. Блінова (1985)
- В.В. Желтова (відповідальна за випуск), Н.В. Кочеткова, Н.В. Блінова (1985)
- В.В. Желтова (відповідальна за випуск), Н.В. Нечаєва, Н.В. Блінова (1986—1987)
- В.В. Желтова (відповідальна за випуск), Н.В. Нечаєва, Е.А. Караєва (1988)
- Е.В. Уварова, Н.З. Басіна (відповідальні за випуск); І.В. Попова, Е.А. Караєва (1988)
- Е.В. Уварова, Н.З. Басіна (відповідальні за випуск); І.В. Попова, Е.А. Караєва, Н.В. Блінова (1989—1990)
- І.В. Попова, Н.В. Блінова (1990)
- Н.В. Блінова, Т.В. Максакова (1991)